# El Airo (Loja)
El Airo es una parroquia situada en el sur de la provincia de Loja en el país de Ecuador y es conocida por su producción de uno de los mejores cafés del Ecuador. El Airo está ubicado en el Noroccidente de su cabecera cantonal de Espíndola a una distancia de 25 km.

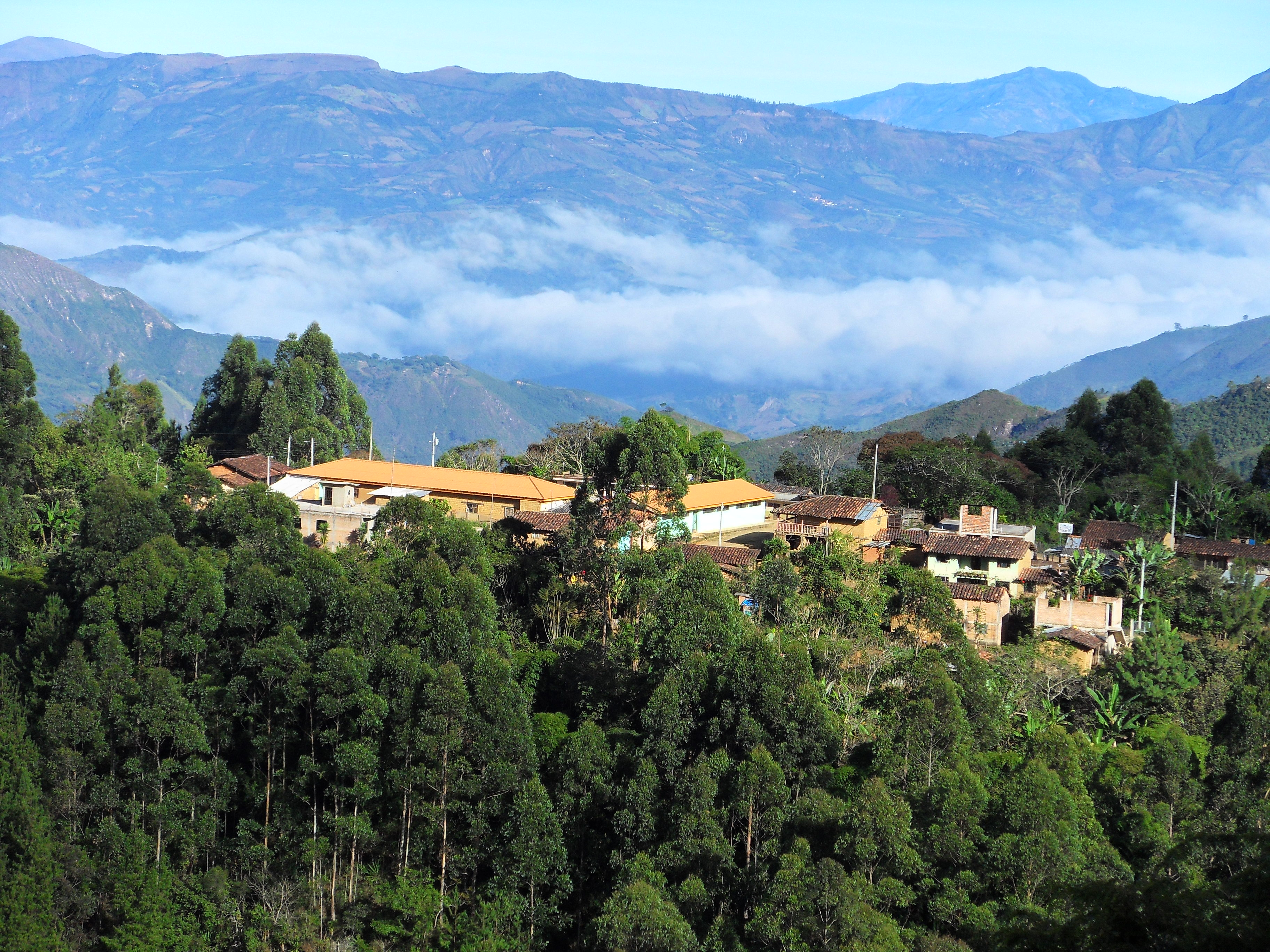

## Historia
La Parroquia El Airo, cuyo nombre se originó en el tiempo los patrones, que trajeron este nombre para su hacienda llamándola El Airo por los vientos que se desprendían de ella y las bondades que se recibían por la altura de su cordillera.
En las partes altas de El Airo se presume ubicado el antiguo Camino Del Inca que pasaba por la cordillera austral del Ecuador. Esta suposición se basa en la existencia de ruinas y herramientas antiguas lo cual indica la posibilidad de que los primeros habitantes de la zona eran Indígenas.
En 1988 los habitantes de El Airo por iniciativa de sus organizaciones y clubes deportivos y con el apoyo de un hombre que fue su guía y orientador el reverendo padre Ernesto Celi Román gestionaron el proceso político y legal para convertir la zona en una parroquia reconocida. Este paso importante se logró el 2 de agosto de 1992. El mismo esfuerzo culminó en la creación del colegio dos de Agosto que fue creado los mismos días, mes y año.

## Clima
La parroquia El Airo tiene su cabecera parroquial en el barrio La Guaca. Los otros barrios de la parroquia son: El Laurel, El Batan, y  El Tambo.
La parroquia de El Airo está limita al este con la provincia de Zamora Chinchipe, al norte con la Parroquia el Ingenio, al sur con la Parroquia Santa Teresita y al oeste con la Parroquia 27 de Abril.
El Airo posee un clima templado, la temperatura promedio es de 21 °C. Se encuentra a una altitud que oscila entre 1600 m s. n. m. y 3200 m.s.n.m., en cuyo cordón montañoso nacen los ríos de El Airo y Chiriacu.

## Población
La población de la parroquia El Airo, según el censo del INEC en el año 2001, es de 1.093 habitantes, de los cuales 528 son mujeres y 565 hombres. La etnia de los moradores se considera mestiza.

## Instituciones Educativas
Colegio Dos de Agosto, Colegio Artesanal, Escuela Hernando de Barahona, Escuela Manabi, Escuela 29 de Abril, Escuela Santa Rosa, Escuela Luz Clararita Suárez

## Religión
El Airo se ha caracterizado por ser un pueblo de gente creyente Católica, por lo que festeja las fiestas religiosas como: la fiesta de la Sagrada Cruz en mayo, la fiesta de San Vicente Ferrer el primer sábado de junio, la fiesta de la Virgen del Cisne en agosto, y la fiesta de Santa Marianita de Jesús en septiembre.

## Arte y cultura
Los habitantes de El Airo se dedican a la elaboración de bordados a mano (almohadas, manteles, sábanas, etc.), y tejidos como: jergas, alforjas, ponchos, fajas, bolsos, etc.

## Economía
La economía de El Airo se basa en la agricultura. La mayoría de las familias de El Airo se dedican a la producción de café. Este cultivo es la principal fuente de ingresos en el sector, es reconocido como uno de los mejores en el Ecuador y es cultivado orgánicamente.  Las familias también producen caña, yuca, guineo, plátano, y frutales para consumo familiar. La mayoría de las familias también tienen gallinas, chanchos y unos pocos ganado y cuyes.
La importancia económica del café se refleja en la creación de organizaciones de producción y comercialización. Estos organismos se han concentrado en el mejoramiento del cultivo de café, con la finalidad de obtener un producto de calidad y negociar mejores precios frente a compradores. Las organizaciones son: Mercedes de Jesús Molina y APROCAIRO que se ubicó en el 2.º Lugar en 2009,  en la competición Ecuatoriana de café Taza Dorada y en el concurso 2011 fue reconocida como el mejor café del Ecuador.

## Atractivos turísticos
El parque nacional Yacuri está dentro de los límites de El Airo y como tal existen varios puntos de interés dentro de la parroquia. Estos incluyen lagunas en el páramo (Las Rositas) y un sinfín de cascadas.  La más interesante de estas se encuentra a 2000 m.s.n.m y es denominada El Palmo por la palma solitaria que se encuentra a la cumbre de su caída.

## Flora y fauna
Existen múltiples especies de coloridas aves, mariposas y animales. En el páramo se ha visto el oso andino. También existe exuberante variedad de plantas nativas del lugar entre ellas: Orquídeas, Arupo, Palmos, Romerillo, y  Aliso.

## Medios de comunicación
El Airo cuenta con transmisión de radio de la ciudad de Amaluza-Espíndola. Cuenta con transmisión de televisión de Loja, Quito, Guayaquil, y Perú. También cuenta con teléfonos convencionales, y una señal de teléfono celular.

## Medios de transporte
Transporte dentro de los límites de El Airo es a pie, mula, moto o camioneta. Existe un turno de bus de la Coop. Unión Cariamanga de El Airo a la ciudad de Loja cada día y viseverza y una a Cariamanga a través de ranchera cada día.  

## Deporte
Tenemos algunas instituciones deportivas tales como "Club los Andes" "Club Alianza" "Club san VIcente" Club Deportivo Los Tigres" "Club Palmeiras" cabe recalcar q los "Clubes Andes,Alianza,Tigres" han sido reconocido a nivel ínter-parroquial a nivel cantonal por sus logros obtenidos en diferentes campeonato de indor-fútbol.
Hasta el año 2000 existió el prestigioso "Club Peñarol" por motivos económicos los integrantes decidieron viajar a Europa para lo cual los jóvenes de 14 y 15 años de edad quedaron a cargo y paso a formarse el "Club Deportivo los Tigres"

Al igual tenemos otras instituciones deportivas q son nuevas como "Splender 2000" "Inter Milan" "Spain Sport" "Scorpions" "Reina Del Cisne" entre otros.